# Øyvind Øyen
Øyvind Øyen, född 7 mars 1905 i Trondheim, död 23 december 1993 i Oslo, var en norsk skådespelare.
Øyen var son till timmerhandlare Mikal Øien (1871–1922) och Amalie Rebekka Slåttelid (1878–1952). När sonen var nio år gammal flyttade familjen till Kristiania. Efter realskoleexamen 1921 reste han till USA där han arbetade som bokhållare i Chicago. År 1923 tog han en Bachelor of Arts-examen vid California State University och arbetade därefter tre år vid Den Norske Klubb i Chicago och spelade samtidigt amatörteater.
Sin professionella teaterkarriär inledde Øyen 1931 i rollen som Napoleon i Johan Bojers Maria Walewska på Den Nationale Scene. Han stannade vid teatern fram till 1933 varefter han blev frilansande skådespelare med engagemang bland annat vid Søilen teater.  Åren 1936–1938 var han vid Nationaltheatret och gjorde sig där bemärkt i två skådespel av Nordahl Grieg. Mellan 1938 och 1975 var han vid Det norske teatret där han kom att bli en centralfigur. Han var även engagerad vid Radioteatret.
Vid sidan av teatern verkade han som filmskådespelare. Han debuterade 1940 i Godvakker-Maren och gjorde sammanlagt 19 roller 1940–1980.
Han var från 1939 gift med Maj Greta Nielse Saether (1913–1977).

## Filmografi (urval)
- 1940 – Godvakker-Maren
- 1943 – Vigdis
- 1946 – Jag var fånge på Grini
- 1957 – Smuglere i smoking
- 1958 – Salve Sauegjeter
- 1958 – De dødes tjern
- 1959 – Herren och hans tjänare